# Grad Dragomelj
Grad Dragomelj (nemško Drogembl) je stal zahodno od vasi Dragomelj ob Pšati. Njegovo izvorno ime je Drogembl.  Vidni so le še sledovi nasipa in grajskega jarka po katerem je bila speljana Pšata.

## Zgodovina
Grad se prvič omenja leta 1497, čeprav je nedvomno starejši.  Na njegovem mestu je pred tem stal dvor (curia, hof) kot manjše središče upravno-gospodarske enote.  Dvor v Dragomlju se omenja že leta 1312, ko je ljubljanska meščanka Eva,  vdova po lovskem mojstru Ruprehtu,  Nemškemu viteškemu redu v Ljubljani  zastavila svoj dvor v Dragomlju (houe dacz Dragoemel).  Dvor se omenja še v listinah iz let  1315, 1374 in 1386. Tega leta se prvič omenja stolp Dragomelj (turen Dragomel), ki je bil del jutrnje Ane iz rodu Limberških. Takrat je stolpast gradič kupil Hugon Devinski, takratni  deželni glavar na Kranjskem.  Kot grad se omenja leta 1411, ko je Jurij Wachsenstainer od naslednika Devinskih  Reinprechta Walseejca v fevd dobil grad Dragomelj (geschloss Dragomel)  O zgodovini gradu v Dragomlju skoraj do konca  15. stoletja nimamo pisnih virov. 

Konec  15. stoletja je bil lastnik gradu Dragomelj ljubljanski meščan in trgovec Anže Glanhofer,  vendar ni podatkov kdaj in na kakšen način je posest pridobil. Anžeta, ki je pridobil tudi plemiški naslov, je po smrti pred 1507 nasledila vdova Apolonija Glanhofer, ki  je na gradu tudi živela.  Po letu 1513 je grad Dragomelj prevzel sin Franc.  Ta je v kmečkem uporu leta 1515 kmetom prepustil majhen topič, s katerim so šli nad grad Črnelo, ki je bil v lasti Žige in Andreja Lamberga.   Franca je nasledil brat Anže, ki je umrl že 1521. Na gradu in posesti je gospodarila vdova po Francu Ana vse do leta 1536, ko je postal sin  Franc polnoleten.  Leta 1528 je grad Dragomelj napadlo med 3 do 4.000 Turkov, ki pa gradu niso mogli zavzeti ali požgati.  Leta 1539 je Franc prodal grad Dragomelj (sytz  Dragomell) z vsemi pritiklinami grofoma Erazmu in Krištofu Thurnu s Križa. Ni znano kako je prišlo leta 1541 do tega, da je Franc Glanhofer ponovno prodal  grad  (geschloss Dragembl)  grofu Antonu Thurnu s Križa. 
Antona grofa Thurna kot lastnika gradu Dragomelj je nasledil leta 1573 sin Ahac.  Po Ahacovi smrti je grad prešel na brata Wolfa. Ta ni imel moških potomcev, zato je grad pridobil Hans Friderik pl. Herberstein, ki je bil poročen z najstarejšo hčerjo Wolfa Thurna Uršulo.  Za Herbersteini se tja do srede 18. stoletja zvrsti v lastništvu Dragomlja še vrsta fevdalnih rodbin. V prvi polovici 17. stoletja so bili lastniki Tattenbachi, leta 1640 grof Portia, okoli 1650 Janez Andrej Turjaški, ki ga je zapustil hčerki Leopoldini Renati, poročeni prvič z grofom Bernardinom Barbom, drugič pa z grofom Ferdinandom Ernstom pl. Saurau.  V začetku 18. stoletja so bili gospodarji gospodje Stroblhof, nato pa Lambergi. 

Konec  17. in v začetku 18. stoletja je začel grad močno propadati.  Grajsko poslopje se je na močvirnih tleh začelo pogrezati in to že leta 1719.  V letih 1752 – 1758 je grad pripadal grofu Leopoldu Lambergu.  Že takrat na gradu niso več stanovali. V začetku 19. stoletja naj bi pogorel, tako da ga v katastru iz leta 1825 ni več vpisanega.